# Logica della cortesia
La logica della cortesia è "una teoria che cerca di definire le regole relativamente universali e invarianti" che regolano la migliore interazione comunicativa faccia a faccia, sia sul piano linguistico che extra-linguistico.
La cortesia, oltre ad essere un aspetto rilevante ed interessante dello studio linguistico, gioca un ruolo fondamentale nella convivenza civile. Comunemente, infatti, un genitore insegna molto presto al suo bambino come adoperare le parole «per favore - grazie», o a diversificare il saluto in base alla persona che ha davanti; le formule di saluto sono una delle prime cose che vengono insegnate nei corsi di lingua straniera, attraverso dialoghi, nelle prime unità didattiche, perché sono appunto alla base della cortesia e delle buone maniere (linguistiche, nel nostro caso). Un altro esempio abbastanza comune di cortesia è dato dal fatto che in molte lingue indoeuropee la seconda persona singolare del verbo, tu in italiano e francese, viene impiegata al plurale, “Voi” e vous, oppure viene trasformata nel “Lei” in italiano o Sie in tedesco e Usted in spagnolo, in segno di rispetto verso l’altro interlocutore.
Ogni espressione linguistica che quotidianamente decidiamo di adoperare è il risultato di un’analisi del contesto sociale nel quale ci troviamo. In altre parole, Linguistic Politeness (cortesia linguistica) si riferisce al modo in cui ognuno di noi sceglie deliberatamente di impiegare la lingua considerando i vari aspetti sociali, contestuali e interpersonali.
Tali studi sono stati sviluppati principalmente da Robin Lakoff, Paul Grice (con le sue massime conversazionali), Penelope Brown, Stephen C. Levinson, Erving Goffman.
Oltre alle massime conversazionali, Grice accenna all'esistenza di altri tipi di massime (estetiche, sociali e morali) che normalmente vengono osservate da chi partecipa ad una conversazione.
A tal proposito, Penelope Brown e Stephen Levinson riprendono la teoria di Grice, individuando nel Principio di Cooperazione e nelle massime pragmatiche le regole generali della cortesia nelle varie culture nel loro libro Politeness: Some Universals in Language Usage del 1978. Gli autori, oltre al Principio di Cooperazione di Grice, riprendono anche il concetto di “Face” del sociologo canadese Erving Goffman.

## Politeness: Some Universals in Language Usage
Brown e Levinson riprendono, quindi, la nozione di Face di Goffman, differenziandola in Positive Face e Negative Face. La prima è legata alla personalità dell’individuo e al desiderio che l’immagine da lui mostrata sia accettata e approvata dai partecipanti all’interazione; mentre Negative Face è legata, invece, alla volontà di ogni individuo di non subire invasioni del suo territorio e imposizioni o limitazioni alla sua libertà d’azione, alla sua persona e ai suoi diritti.
Strettamente correlate alla Positive Face e Negative Face i due autori espongono le strategie dell’interazione sociale: Positive Politeness e Negative Politeness. Positive Politeness (cortesia positiva) ha lo scopo di “salvare” la Positive Face, dimostrando vicinanza e solidarietà, facendo sentire bene ed a proprio agio le altre persone, si cerca in qualche modo di fortificare e approvare il pensiero, le decisioni dell’altro, in modo tale da diminuire la distanza che c’è tra gli interlocutori. Per rinforzare la Positive Face normalmente si è soliti ricorrere ai complimenti, ad esempio " sei bellissimo/a ; sei molto simpatico/a" . Oppure provando ad anticipare i bisogni dell’altro.
Con la Negative Politeness (cortesia negativa), invece, si cerca di minimizzare una possibile minaccia alla violazione del territorio, dei bisogni, dei desideri dell’altro con un’azione di riparo o di compenso (Face-Threatening Act). Solitamente il parlante utilizza scuse o esitazioni, richieste indirette (non esplicite) in modo tale da dare all’ascoltatore l’opportunità di scegliere e di dire no.
A questo punto, utilizzare una strategia piuttosto che un’altra rappresenta una vera e propria scelta dettata dalla distanza sociale che intercorre tra il parlante e l’ascoltatore, il potere di un interlocutore sull'altro e il grado in cui la cultura influenza lo stesso atto linguistico.

## Principio di cortesia
Secondo il linguista inglese Geoffrey Leech (Gloucester, 16 Gennaio 1936 –  Lancaster, 19 Agosto 2014) in parallelo al Principio di Cooperazione di Grice esiste un Politeness Principle articolato anch’esso in varie massime: Tact Maxim, Generosity Maxim, Approbation Maxim, Modesty Maxim, Agreement Maxim e Sympathy Maxim. Queste massime delineano in generale un tipo di comportamento cortese e gentile. Politeness riguarda ovviamente la relazione che si instaura tra i partecipanti in una conversazione che Leech chiama self e other.
-Tact Maxim si focalizza direttamente sull’ascoltatore: “minimise cost to other” e “maximise benefit to other”. La prima parte della massima trova un riscontro nella Negative Politeness Strategy di Brown e Levinson di limitare o minimizzare l’imposizione ed evitare di invadere lo spazio personale altrui, mentre la seconda parte della massima si riflette nella Positive Politeness Strategy, in cui si dà importanza ai bisogni, agli interessi e a ciò che vuole l’altro.
-Generosity Maxim è considerata come “l’altra parte della medaglia” in quanto riguarda il parlante: “ minimise benefit to self” e “maximise cost to self”.
-Approbation Maxim: “minimise dispraise of other” e “maximize praise of other”.  La prima parte della massima è in un certo modo legata alla strategia di cortesia che si utilizza quando si vuole evitare un disaccordo, invece la seconda parte si riferisce alla Positive Politeness Strategy di mettere a proprio agio e far sentir bene l’altra persona mostrando solidarietà.
-Modesty Maxim come anche altre massime mostra un’asimmetria “minimise praise of self” e “maximise dispraise of self”. La modestia probabilmente è la massima più complicata tra tutte, in quanto osservandola può capitare di violare la massima di qualità.
-Agreement Maxim: “minimise disagreement between self and other” e “maximize agreement between self and other”.
-Sympathy Maxim include delle espressioni linguistiche particolarmente gentili: “minimise antipathy between self and other” e “maximise simpathy between self and other”.